# Mnich, který prodal své Ferrari
Mnich, který prodal své ferrari je svépomocná kniha od Robina Sharmy, spisovatele a motivačního řečníka. Kniha je odvozena od Sharmovy osobní zkušenosti poté, co opustil svou kariéru soudního právníka ve věku 25 let☆☆.

## Publikace
Kniha Mnich, který prodal své ferrari byla vydána v roce 1997 nakladatelstvím Harper Collins Publishers a do roku 2013 se prodalo více než tři milióny kopií. Překlad do jazyka dógrí byl proveden Champamem Sharmou. Sharma také napsal několik dalších knih v sérii jako Tajné dopisy mnicha, který prodal své ferrari; Moudrost vedení od Mnicha, který prodal své ferrari a Rodinná moudrost od mnicha, který prodal své ferrari.

## Děj
Kniha pojednává o dvou postavách – Julianu Mantlovi a jeho nejlepším příteli Johnovi a je vedena ve formě rozhovoru. Julian vypráví o svém duchovním prozření během himálajské cesty, ke které se zavázal po infarktu spolu s prodejem svého letního sídla a červeného ferrari.